# Vztrajnostni polmer
Vztrájnostni polmér plôskve je fizikalna količina, določena glede na izbrano nepremično os vrtenja kot kvadratni koren količnika med vztrajnostnim momentom ploskve I in ploščine ploskve S. Po navadi ga označujemo z malo črko i, v tujejezični literaturi pa s črko r. Vztrajnostni polmer je razdalja, na kateri si moramo misliti zbrano vso maso togega telesa, da bo zmnožek površine in kvadrat te razdalje enak vztrajnostnemu momentu ploskve okoli dane osi. Z drugimi besedami, vztrajnostni polmer opisuje način, v katerem je celotna ploskev preseka porazdeljena okoli njene središčne osi. Če je porazdeljen večji del ploskve dlje od osi, se bo telo bolj upiralo.
Najbolj učinkovit presek je presek okrogle cevi, ker so tu ploskovni deli porazdeljeni najdlje od središčne osi.
Če ima presek dva vztrajnostna polmera, ni krožen. Težil bo k odporu okoli osi z najmanjšo vrednostjo.
Vztrajnostni polmer ploskve okoli osi x je dan z:
{\displaystyle i={\sqrt {I_{x} \over S}}\;.}
Masni vztrajnostni polmer je določen podobno z masnim vztrajnostnim momentom J:
{\displaystyle i={\sqrt {J_{x} \over m}}\;.}